# گرماب (سرخس)
گرماب روستایی است در بخش مرزداران شهرستان سرخس، استان خراسان رضوی.
این روستا در ۷۵ کیلومتری جنوب شهر سرخس و ۳ کیلومتری مرز ایران و ترکمنستان قرار دارد. ارتفاع آن از سطح دریا ۵۳۰ متر و آب و هوای آن گرم و خشک و در تپه ماهورها واقع شده است.

## منبع
- کتاب گیتاشناسی ایران جلد سوم- عباس جعفری – چاپ ۱۳۸۴